# Kosmos 557
Kosmos 557 (ryska: Космос-557) eller DOS-3 var en sovjetisk rymdstation som sköts upp med den Proton raket, från Kosmodromen i Bajkonur den 11 maj 1973. Stationen kom in i fel omloppsbana. Stationen försökte korrigera felet i sin omloppsbana men bränslet tog slut. Stationen var aldrig bemannad.
Rymdstationen återinträdde i jordens atmosfär och brann upp den 22 maj 1973.